# John Ruller Brooke
John Ruller Brooke (ur. 1838, zm. 1926) – amerykański polityk i wojskowy, w roku 1898 gubernator Portoryko, znajdującego się wówczas pod wojskową administracją kolonialną Stanów Zjednoczonych.

## Życiorys
Urodził się w 1838 roku.
Sprawował urząd gubernatora Portoryko od 21 października 1898, kiedy to zastąpił na stanowisku Nelsona A. Milesa, przez niespełna dwa miesiące – do 9 grudnia 1898. Jego następcą został Guy Vernon Henry.
John Ruller Brooke zmarł w 1926.